# Fresnoy
Fresnoy (Aussprache [fʁɛˈnwa]) ist eine französische Gemeinde mit 65 Einwohnern (Stand 1. Januar 2022) im Département Pas-de-Calais in der Region Hauts-de-France. Sie gehört zum Arrondissement Montreuil und zum Gemeindeverband Les 7 Vallées. Die Einwohner werden Frenoisiens und Frenoisiennes genannt.

## Lage
Die Gemeinde Fresnoy liegt im Artois auf einem Plateau zwischen den Flusstälern von Ternoise und Canche, etwa 28 Kilometer südöstlich von Montreuil-sur-Mer. Nachbargemeinden von Fresnoy sind Rollancourt im Norden, Incourt im Nordosten, Willeman im Osten und Südosten, Wail im Süden, Vacqueriette-Erquières und Vieil-Hesdin im Südwesten, Le Parcq im Westen sowie Auchy-lès-Hesdin im Nordwesten.

## Bevölkerungsentwicklung
| Jahr                       | 1962 | 1968 | 1975 | 1982 | 1990 | 1999 | 2006 | 2012 | 2022 |
| -------------------------- | ---- | ---- | ---- | ---- | ---- | ---- | ---- | ---- | ---- |
| Einwohner                  | 91   | 91   | 85   | 71   | 58   | 67   | 73   | 66   | 65   |
| Quellen: Cassini und INSEE |      |      |      |      |      |      |      |      |      |

## Sehenswürdigkeiten

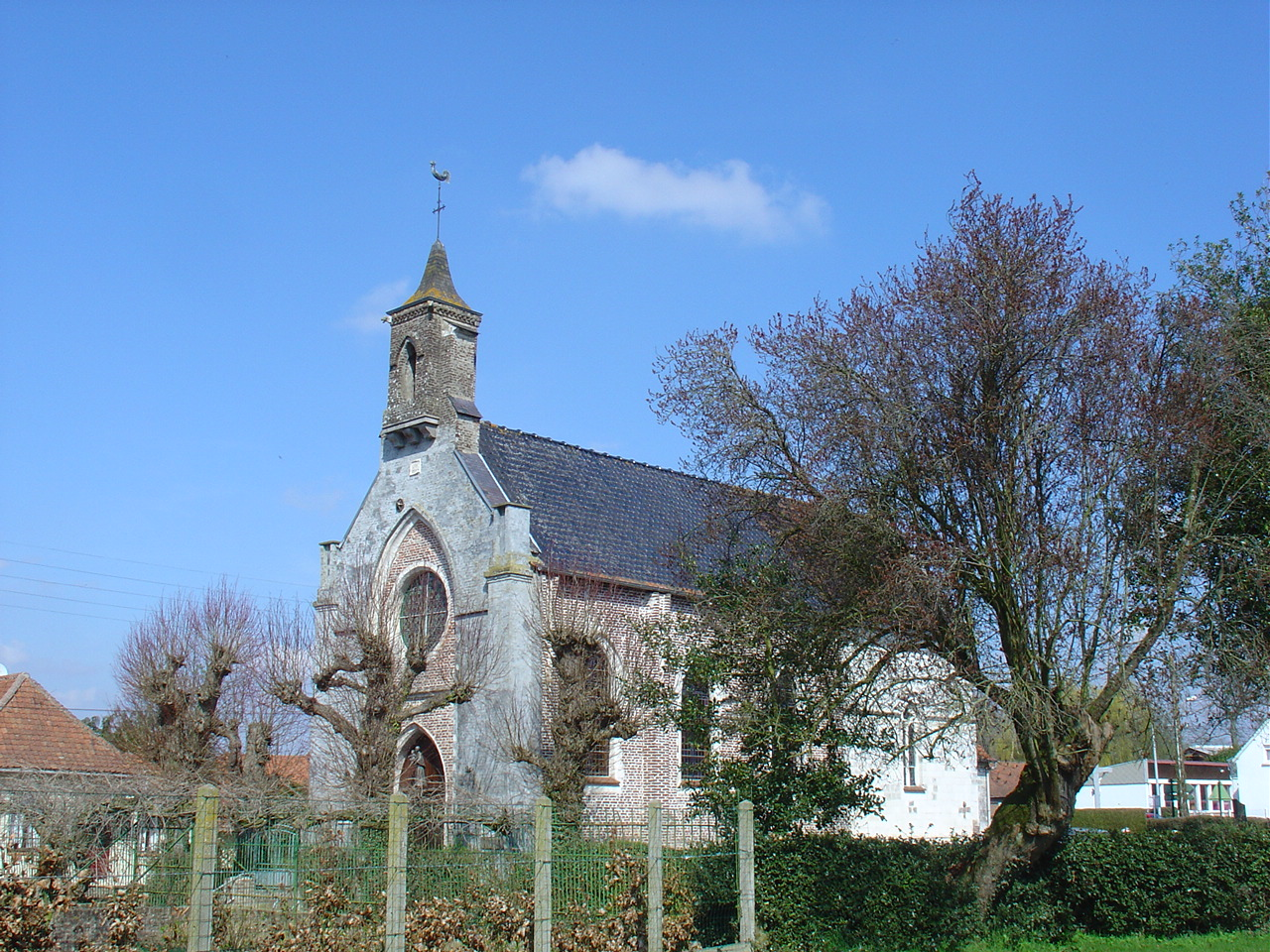
Kirche Saint-Sulpice
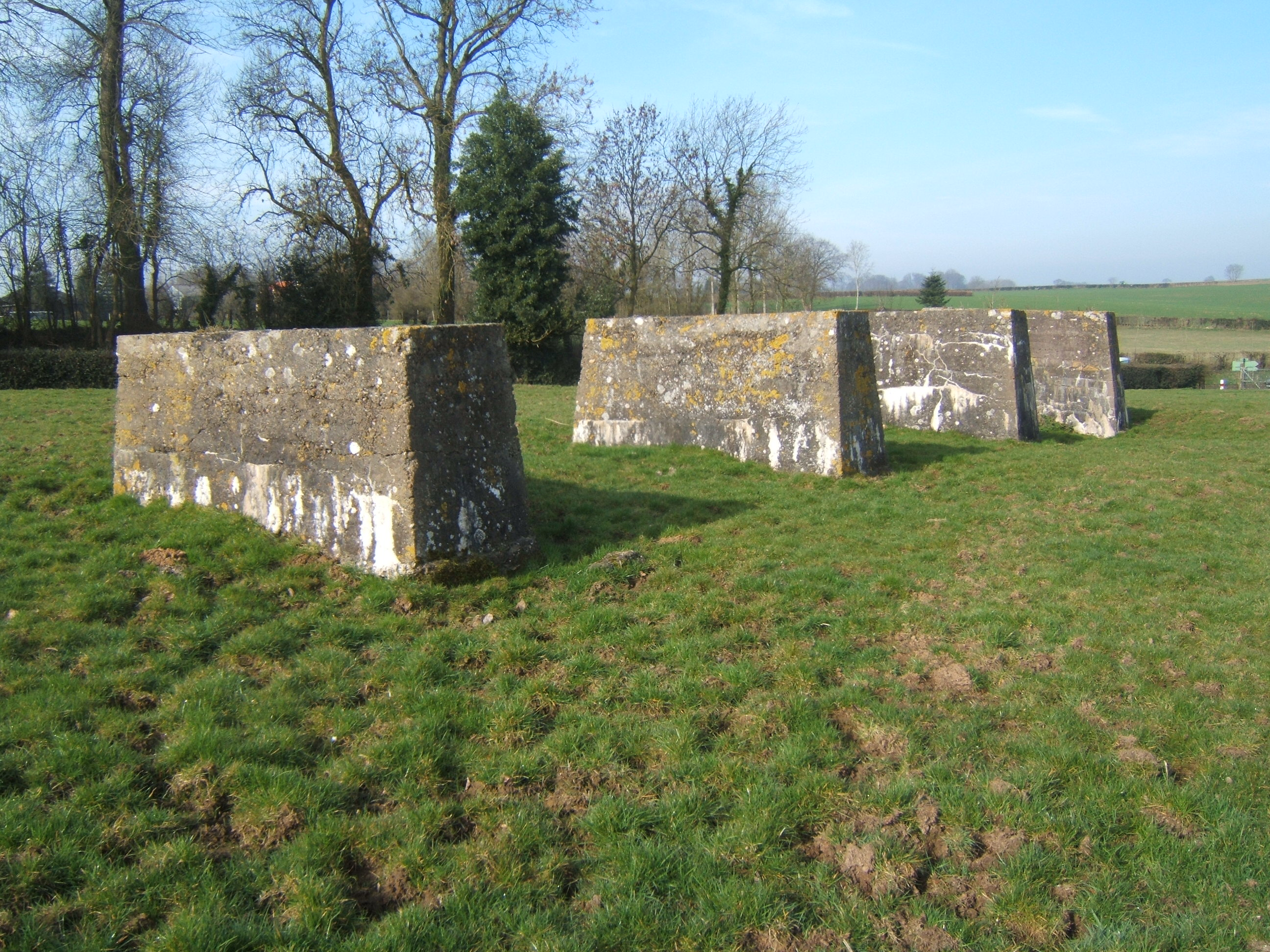
Ehemalige V1-Abschussramoe

- Kirche Saint-Sulpice
- Ehemalige V1-Abschussramoe